# Acamptus exilipes
Acamptus exilipes (лат.) — ископаемый вид жесткокрылых насекомых рода Acamptus из семейства долгоносиков (Curculionidae). Обнаружены в миоценовом доминиканском янтаре (остров Гаити, Карибский бассейн, Северная Америка).

## Описание
Длина тела 3,2 мм, длина рострума 0,6 мм (он вдвое длиннее своей ширины). Тело коричневое, с мелкими чешуйками на надкрыльях. Жгутик усика 7-члениковый. Пронотум и надкрылья сплюснутые с крупными пунктурами. Близок к современному виду Acamptus rigidus LeConte, 1876 из Северной Америки. Вид был впервые описан в 2015 году американским палеоэнтомологом Джорджем Пойнаром (George Poinar Jr; Department of Integrative Biology, Oregon State University, Корваллис, Орегон, США) и российским колеоптерологом Андреем Легаловым (Институт систематики и экологии животных СО РАН, Новосибирск, Россия) вместе с видами Dryotribus pedanus, Ogygius obrieni, Caulophilus elongatus, C. ruidipunctus, C. camptus и другими. Название вида Acamptus exilipes происходит от латинского слова exilipes (тонкий) по признаку узкого длинного рострума.